# Муленберг, Фредерик
Фредерик Муленберг (англ. Frederick Augustus Conrad Muhlenberg, изначально Мюленберг, нем. Mühlenberg; 1 января 1750 — 4 июня 1801) — американский священник и политический деятель.
Был сыном Генриха Мюленберга; как и два его брата, получил религиозное лютеранское образование в Германии. По возвращении стал помощником отца в Филадельфии в 1770 году; был пастором немецкой лютеранской церкви в Нью-Йорке с 1773 до 1776 года, в 1777—1779 годах был помощником своего отца в Нью-Ганновере. В 1779—1780 годах он был Членом Континентального конгресса, в 1780—1783 годах — членом Пенсильванской Генеральной ассамблеи (тогда состоящей только из одной палаты), а в 1780—1790 годах — членом Государственного конституционного собрания. Он был президентом Пенсильванского конвента, который ратифицировали федеральную конституцию, и был в 1789—1797 годах депутатом Палаты представителей, занимая должность спикера в 1789—1791 и 1793—1795 годах. 29 апреля 1796 года, в качестве председателя Комитета полного состава, его голос стал решающим при принятии договора Джея.
Также существует городская легенда о решающем голосе Муленберга, гласящая, что якобы только из-за противодействия Муленберга немецкий язык не стал государственным в США.
- Эта статья (раздел) содержит текст, взятый (переведённый) из одиннадцатого издания «Британской энциклопедии», перешедшего в общественное достояние.